# Braderochus mundus
Braderochus mundus är en skalbaggsart som först beskrevs av White 1853.  Braderochus mundus ingår i släktet Braderochus och familjen långhorningar.
Artens utbredningsområde är Venezuela. Inga underarter finns listade.